# سلم موسيقي
السلم الموسيقي هو عبارة عن تتابع النغمات صعوداً وهبوطاً ويتكون من سبع درجات نغمية وهي: دو - ري - مي - فا - صول - لا - سي. أما العلامة الثامنة فهي جواب العلامة الأولى وتحمل نفس التسمية دو1.
العلامة القياسية نغماً والمعتمدة تقع على السلم الرابع من آلة البيانو، لذلك تعتبر علامة دو4 العلامة القياسية. وبناء على ذلك، فسلسلة العلامات السبعة والمسماة «أوكتاف» من دو إلى سي تتكرر وصولاً إلى ثمانية أوكتافات ضمن الحدود المسموعة نغمياً للأذن البشرية.

## التعريف
حين نسمع الموسيقى، نسمع تسلسل النغمات على السلم الموسيقي. السلم الموسيقي نمط ثابت من النغمات داخل أوكتيف يصعد ويهبط. والسلم الموسيقي مثل السلم الذي به ثمانية خطوات بين نقطتين ثابتتين، منخفضة وعالية يشكلها الاوكتيف. يمكن الصعود أعلى واسفل السلم لكن ليست كل الخطوات بنفس المسافة الفاصلة. خمس نغمات على بعد كامل لكن اثنين على نصف بعد فقط. فالمسافة بين لا وسي بعد كامل لكن بين سي ودو نصف بعد – اليونانيون القدماء وضعوا هذا السلم الموسيقي وهو ترتيب غريب ما زالت الموسيقى الغربية تستخدمها حتى يومنا هذا. ومع نصف بعدين يوضح امرين: نوع السلم الموسيقي واين نحن في السلم.

## أنواع السلالم الموسيقية
منذ القرن السابع عشر كتبت الألحان الغربية متبعة نمطا أو اثنين من سلم موسيقي مكون من سبع نغمات: السلم الكبير والسلم الصغير، بمجرد وصول النغمة الثامنة اوكتيف يمكن تكرار نفس النسق مرة أخرى. اختيار السلم سواء الصغير أو الكبير وقدرتنا على سماع الفرق هام لتمتعنا بالموسيقى. بالنسبة للآذان الغربية الألحان القائمة على السلالم الكبيرة تبدو لامعة ومبهجة ومتفائلة، في حين تبدو السلالم الصغيرة كئيبة وجادة. مثال على استخدام السلم الكبير الصوت البراق البطولي لعمل ريخارد شتراوس “هكذا تكلم زرادشت"، الذي اعتمد على السلم الكبير. ومثال على السلم الصغير الصوت المهدد للسيمفونية الخامسة لبيتهوفن. الانتقال من السلم الكبير للصغير أو العكس يعرف بتغير المقام.
أخيرا يوجد سلم ثالث خاص في الموسيقى وهو السلم الكروماتي، الذي يستخدم كل الأنغام الاثنتي عشرة، مقسمة بالمثل داخل الأوكتيف. كلمة كروماتي من أصل يوناني وتعني «لون»، وهي كلمة تصف جيدا هذا النمط لأن النغمات الخمس الإضافية تصنيف للون الموسيقي. عكس السلالم الكبيرة والصغيرة، لا يستخدم السلم الكروماتي اللحن كاملا، لكن فقط للحظة من تحوير درجة الكثافة.
عند الاستماع لأي موسيقى، تلعب خطوات السلم دورا حاسما في الاستمتاع، حيث تطوعنا أثناء خبرة السماع. فعليا كل الألحان التي سمعناها منذ المولد كانت في السلم الكبير أو الصغير، لهذا يتصل هذان النمطان فيما بينهما. فطريا يميز عقليا المقام ويسمع نغمة محورية والنغمات الأخرى تدور حولها. النغمة المحورية هنا القرار. والقرار هو أول نغمة من سبع نغمات في السلم وبالتالي تكون الثامنة والأخيرة أيضا. الألحان تقريبا دائما تنتهي في القرار، كما نرى في الألحان المألوفة حيث تنتهي في نغمة دو. ترتيب الموسيقى حول نغمة محورية، وهي القرار يعرف بالمقامية. نقول أن مقطوعة ما كتبت بشكل مقامي أو لحني، وبالمثل مقام دو أو لا. المؤلفون المسويقيون بشكل خاص يحب الكلاسيكيون التحرك مؤقتا من سلم القرار لسلم آخر فقط للتنويع. يعرف هذا التغيير بتغيير المقامات. في أي جولة موسيقية، نتمتع بالابتعاد عن القرار، لكن نشعر بالرضا أكبر عند الرجوع للقرار. وتقريبا كل الموسيقى تنتهي في نغمة القرار.

## تغيير المقام
تغيير المقام يؤثر على الحالة النفسية في الموسيقي فتغيير المقام من الكبير للصغير قد يتم بإدخال علامة بيمول على السلم قرب النغمة الأخيرة دو، بالتالي يتغير من بداية السلم الكبير للصغير. لاحظ كيف يمتص هذا التغيير كل السعادة والفرح من الألحان في السلم الكبير سابقا.

## هوامش
1. 1 2 3 4  The Essential Listening to Music, Craig Wright